# 1939–1940-es osztrák labdarúgó-bajnokság (első osztály)
Az 1939–1940-es osztrák labdarúgó-bajnokság az osztrák labdarúgó-bajnokság legmagasabb osztályának huszonkilencedik alkalommal megrendezett bajnoki éve volt. 
A pontvadászat 8 csapat részvételével zajlott. A bajnokságot a Rapid Wien csapata nyerte.  

## A bajnokság végeredménye
| # | Csapat           | M  | Gy | D | V  | RG | KG | P  |
| - | ---------------- | -- | -- | - | -- | -- | -- | -- |
| 1 | SK Rapid Wien    | 14 | 9  | 2 | 3  | 50 | 24 | 20 |
| 2 | SC Wacker        | 14 | 8  | 1 | 5  | 43 | 31 | 17 |
| 3 | Wiener Sportclub | 14 | 6  | 4 | 4  | 36 | 23 | 16 |
| 4 | First Vienna FC  | 14 | 7  | 2 | 5  | 36 | 35 | 16 |
| 5 | SK Admira Wien   | 14 | 6  | 3 | 5  | 33 | 36 | 15 |
| 6 | FK Austria Wien  | 14 | 6  | 0 | 8  | 37 | 42 | 12 |
| 7 | FC Wien          | 14 | 4  | 1 | 9  | 24 | 43 | 9  |
| 8 | SV Amateure Fiat | 14 | 3  | 1 | 10 | 36 | 61 | 7  |

- A Rapid Wien az 1939-40-es szezon bajnoka.
- Az SV Amateure Fiat kiesett a másodosztályba (2. Klasse).